# Gulickia
Gulickia é um género de gastrópode  da família Achatinellidae.
Este género contém as seguintes espécies:
- Gulickia alexandri